# Жан Марк Гаспар Ітар
Жан Марк Гаспар Ітар (фр. Jean-Marc Gaspard Itard; 1774—1838) — французький лікар XIX століття, сурдолог та дефектолог. Відомий своєю роботою над справою дикої дитини Віктора з Аверона. Піонер отоларингології, він вважається творцем першої французької школи отології. Він також є засновником дитячої психіатрії та зробив внесок у нозологію синдрома Туретта.

## Біографія
Він навчався в коледжі Рієз, потім в Інститут ораторіанців святого Філіпо Нері у Марселі до 1789 року. У 1793 році, під час облоги Тулона, він став помічником Вінсента Арну, директора військового шпиталю та друга родини. З 1795 року він навчався на курсах хірургії у Домініка-Жана Ларріея, спочатку в Тулоні, потім у Парижі, у госпіталі Валь-де-Грас. Там склав іспит на хірурга другого розряду. У 1800 році Рош Сікар, директор Інституту для глухонімих, призначив його відповідальним за дику дитину Віктора з Аверона.
Ітар був членом Товариства спостерігачів за людиною. Став відомим для широкого загалу завдяки своїм «Мемуарам» і «Доповіді про виховання дикої дитини». Він провів своє початкове дослідження, натхненний філософією Джона Локка та Етьєна Бонно де Кондильяка, але також у контексті дебатів, які хвилювали прихильників побудови загальної науки про людину. Важливу роль відіграв розвиток мовних і когнітивних функцій.
Його особливо цікавили демутація глухих і реабілітація заїкання. Як лікар Паризького інституту глухонімих (нині Національний інститут глухої молоді), він був автором значної кількості наукових статей з різних галузей медицини: отологія, аудіологія, фоніатрія та неврологія. У "Мемуарах про деякі мимовільні функції пристроїв пересування, сприйняття голосу " (1825) Ітар дає перший медичний опис симптоматичних тиків на прикладі молодої маркізи де Дамп'єр, яка проявляла «судомні мимовільні спазми» і «дивні крики та безглузді слова, але без марення чи психічних розладів». Ця робота послужила основою для визначення синдрому Туретта Жоржем Жилем де ла Туреттом 60 років потому.
Жан Ітар був членом Товариства медицини Парижа. .

## Праці та публікації
- Пам'ять і звіт про Віктора де л'Аверона (1801 і 1806), тексти, які можна завантажити онлайн .
- Трактат про хвороби вуха і слуху, 2 томи:

1. перший том, Méquignon (Париж), 1842[7] . Повний текст .
2. другий том, Méquignon (Париж), 1842. Повний текст .

- Пам'ять при заїканні, Universal Journal of Medical Sciences, 1817, 7, 129—144.
- Мемуари про засоби відновлення мови глухонімих, представлені Товариству медицини Парижа, М. Ітар, лікар хоспісу для глухонімих ; витяги були опубліковані в Бюлетені медичного факультету Парижа, 1812, 1, 72-79, потім у Journal de Médecine, 1818, 15.
- Пам'ять про деякі мимовільні функції апарату пересування, хватання та голосу, Генеральний архів лікарів, 1825, 8, 385—407.
- Про лікування глухонімих, Загальний архів медицини, 1827, 14, 598.
- Про глухонімих, Загальний архів медицини, 1828, 17, 290.
- Про лікування вродженої глухоти, General Journal of Medicine, 1828, 103, 391—398.
- Мемуари про мутизм, спричинений ураженням інтелектуальних функцій, Мемуари Королівської академії медицини, Париж, 1828, 1, 3-18.
- Про заїкання і про всі інші дефекти мови, доповідь в Медичну Академію М. Colombat de l'Isère, Париж, Мансут, 1831, передмова Ітара.
- На мемуари під назвою: " Дослідження глухоти, зокрема у зв'язку з її причинами та лікуванням " Гайрал, Мемуари Королівської академії медицини, Париж, 1836, 5, 525—552.

## У культурі
- У фільмі Дика дитина режисера Франсуа Трюффо, який вийшов на екрани в 1970 році, сам режисер грає роль доктора Ітара разом із Жан-П'єром Карголем у ролі Віктора, дикої дитини Аверона.